# 잭 존슨 (권투 선수)
존 아서 존슨(영어: John Arthur Johnson, 1878년 3월 31일 ~ 1946년 6월 10일)은 잭 존슨(영어: Jack Johnson)으로도 불리는 미국의 프로 권투 선수이다. '갤버스턴의 거인'(영어: Galveston Giant)이라는 별명을 가지고 있었으며 짐 크로 법이 한창이던 시대에 흑인 선수 최초로 헤비급 세계 챔피언(1908-1915)이 되었다. 2005년 잭 존슨의 생애를 다룬 다큐멘터리 《Unforgivable Blackness: The Rise and Fall of Jack Johnson》을 만든 켄 번스는 "잭 존슨은 13년 이상 지구상에서 가장 유명한 동시에 가장 악명 높은 흑인이었다"고 평가했다.

## 생애
1878년 3월 31일 짐 크로 법이 적용되어 백인 우월주의와 인종 차별이 극심했던 미국 텍사스주 갤버스턴에서 아버지 헨리 존슨과 어머니 티나 존슨의 셋째 아들로 태어났다. 1908년 오스트레일리아 시드니에서 열린 캐나다 백인 선수 토미 번스와의 경기에서 14라운드 PTS(TKO)승을 거두며 흑인 선수로는 최초로 헤비급 세계 챔피언 등극에 성공했다.
백인들은 백인 리그 챔피언이었던 제임스 J. 제프리스와 존슨의 대결을 주선했지만 미국 독립기념일이었던 1910년 7월 4일 네바다주 리노에서 열린 경기에서 제프리스는 15라운드 TKO패를 당했다. 이에 분노한 백인들이 미국 50개 도시에서 폭동을 일으켜 흑인들이 희생 당하는 사태가 일어났다.
이후 백인 복서들에 연이어 승리하며 1915년까지 7년 동안 챔피언 타이틀을 유지하다가 1915년 4월 5일 쿠바 수도 아바나에서 열린 신예 복서 제스 윌러드와의 경기에서 26라운드 KO패를 당하며 챔피언 타이틀을 상실한 직후 검거를 피해 백인 부인과 함께 캐나다로 도망친 뒤, 유럽, 남미, 멕시코 등 해외를 전전했다.
1920년 7월 미국으로 돌아온 후 백인 여성과 총 3차례 결혼한 존슨에게 법원이 매춘 방지법인 맨 법(The Mann Act)을 적용하였다. 존슨은  유죄 판결을 받아 전과자가 되면서 그해 9월부터 이듬해인 1921년 7월까지 10개월 간 옥살이를 했다.
출소 이후 1920년대에 에이잭스 레코드에서 음반을 취입하였으며, 생계를 위한 경기를 계속하였다. 1946년 6월 10일 노스캐롤라이나주 프랭클린턴에서 교통사고를 당해 68세의 나이에 사망했다.
사후 72년 뒤인 2018년 무명 복서의 이야기를 담은 영화 《록키》로 유명한 영화배우 실베스터 스탤론이 도널드 트럼프 당시 미국 대통령에게 사면을 요청했고 이에 트럼프 당시 대통령이 사면령 문서에 서명하면서 공식적으로 전과자 딱지를 뗄 수 있게 되었다.

## 영향
로키 존슨의 성 존슨은 잭 존슨에게서 따온 것이다.